# Szastazaur
Szastazaur (Shastasaurus) – rodzaj ichtiozaura z rodziny Shastasauridae. Żył w późnym triasie na terenach dzisiejszej Ameryki Północnej i być może Chin. Jego szczątki odkryto w Kalifornii, Kolumbii Brytyjskiej i Kuejczou.

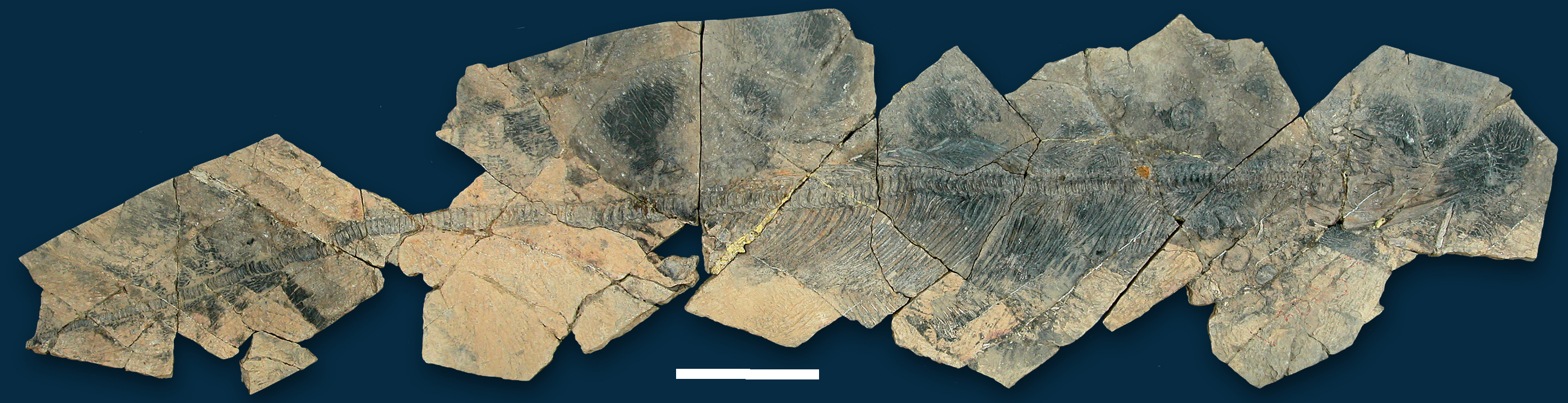
Szkielet młodego Shastasaurus liangae

Gatunek typowy rodzaju Shastasaurus, S. pacificus, został opisany w 1895 roku przez Merriama w oparciu o pięć kręgów, fragmenty żeber i kości łonowe odkryte w Kalifornii. Siedem lat później Merriam opisał kolejne pięć gatunków, jednak później zsynonimizowano je z S. pacificus lub przeniesiono do nowych rodzajów. W 2009 roku Shang i Li przenieśli do rodzaju Shastasaurus gatunek Guizhouichthyosaurus tangae, jednak analiza filogenetyczna przeprowadzona przez Sandera i współpracowników wskazuje, że gatunek ten należy do bardziej zaawansowanego kladu Parvipelvia. Na podstawie tej analizy Sander i in. do Shastasaurus włączyli dwa inne gatunki: S. liangae z Chin – początkowo umieszczony w osobnym rodzaju Guanlingsaurus – oraz S. sikanniensis z Kolumbii Brytyjskiej, początkowo opisany jako drugi gatunek z rodzaju Shonisaurus. Natomiast analiza przeprowadzona przez Ji i współpracowników (2013) wykazała bliższe pokrewieństwo S. sikanniensis i S. liangae z Shonisaurus popularis niż z Shastasaurus pacificus; w związku z tym autorzy pozostawili gatunek S. sikanniensis w rodzaju Shonisaurus, zaś S. liangae – w rodzaju Guanlingsaurus. Niektórzy autorzy uznawali gatunek typowy, S. pacificus, a tym samym cały rodzaj, za nomen dubium, jednak odkrycie nowych skamieniałości potwierdziło ważność tego gatunku.
Shastasaurus – w rozumieniu Sandera i in., tj. obejmujący gatunki S. pacificus, S. liangae i S. sikanniensis – cechował się bardzo dużymi rozmiarami: S. sikanniensis mógł dorastać do około 21 m długości, a pozostałe gatunki także przekraczały 7 m długości. Cechowały się one stosunkowo krótkim pyskiem i bardzo dużą liczbą kręgów (ok. 200 u S. liangae). Pysk był bezzębny, choć zęby występowały u młodych S. sikanniensis. Prawdopodobnie szastazaury żywiły się bezmuszlowymi głowonogami i rybami, które „zasysały” w podobny sposób jak niektóre współczesne walenie z grupy zębowców.